# Teologo

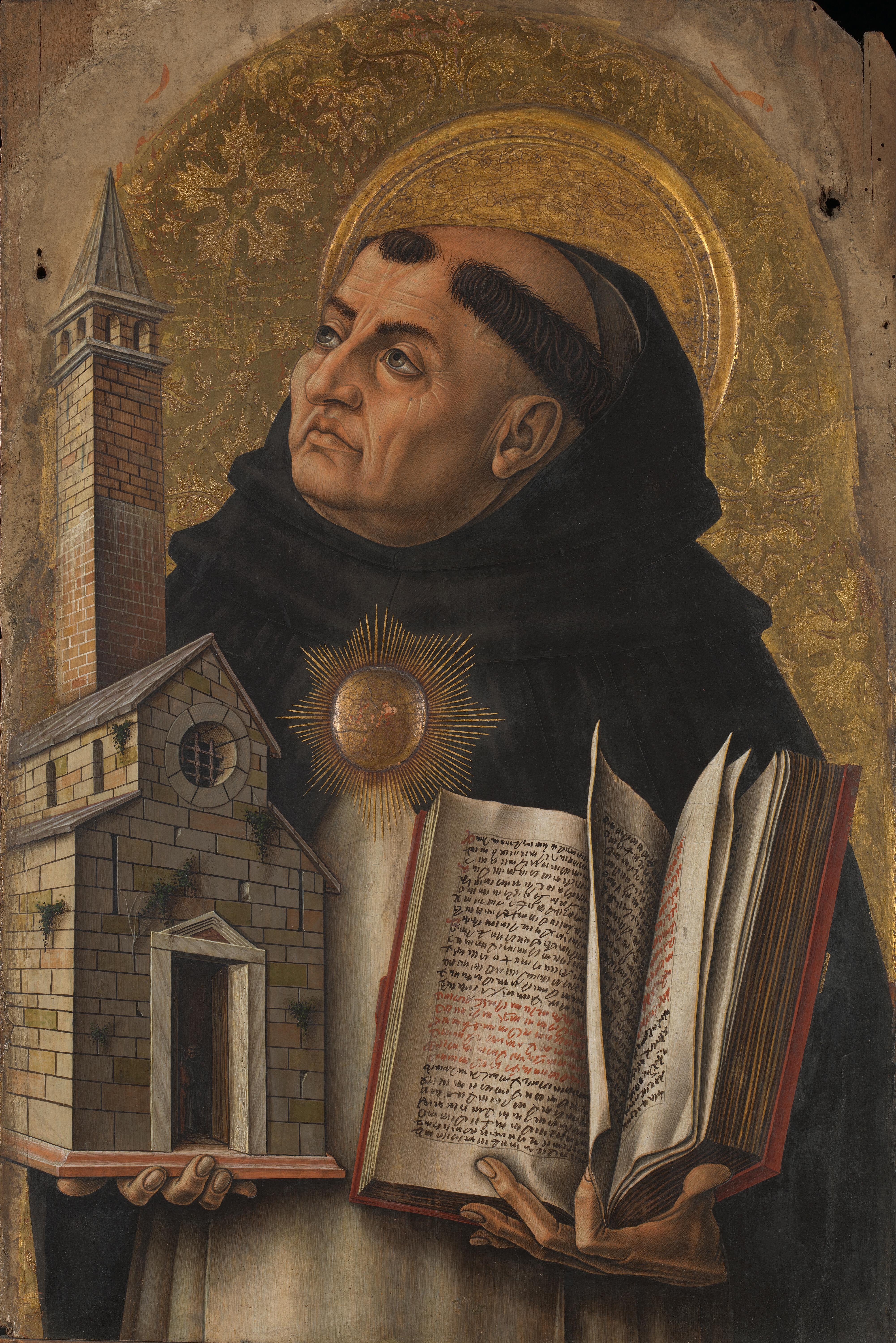
San Tommaso d'Aquino, frate domenicano, filosofo, teologo e santo, ritratto di Carlo Crivelli.

Il teologo è lo studioso di teologia. Opera normalmente nelle facoltà teologiche delle università e nei centri di studio delle varie chiese (seminari e scuole bibliche).
Nel cattolicesimo può essere un chierico, ossia chi abbia ricevuto il sacramento dell'Ordine, oppure un laico. In ogni caso, nella Chiesa cattolica i teologi sono sottoposti alla giurisdizione della Congregazione per la dottrina della fede, che può negare alle loro opere l'autorizzazione ad essere lette dai fedeli quando le riconosce errate dal punto di vista teologico o dogmatico.
Nelle altre chiese, il teologo è responsabile verso le comunità cristiane che serve, oppure libero da condizionamenti ecclesiastici quando opera e insegna nell'ambito di università statali.
In Italia il teologo è normalmente licenziato in teologia, consegue la licentia docendi oppure ha conseguito presso le università o gli atenei di diritto pontificio il grado accademico di dottorato in teologia. In Italia i teologi (anche laici) generalmente hanno il mandato di insegnare.

## Storia
Il ruolo del teologo nella formazione sacerdotale fu istituzionalizzato per la prima volta dal Concilio Lateranense IV che introdusse in ogni metropolia la presenza di un teologo per istruire gratuitamente i chierici nella Sacra Scrittura e nella cura pastorale d'anime. Il teologo era pagato, insieme ad un maestro di grammatica, con la rendita di una sola prebenda.

## Nella Chiesa Cattolica
Secondo la Commissione Teologica Internazionale, i teologi cattolici riconoscono e obbediscono al Magistero episcopale. Collaborano coi vescovi alla stesura dei documenti magisteriali e viceversa i loro lavori sono oggetto di intervento e di eventuale censura da parte dei vescovi. 
I vescovi visitano e sostengono le facoltà teologiche, partecipano alle riunioni delle associazioni teologiche; i teologi partecipano alla vita della Chiesa per aiutare a comprendere le verità che Dio dona al suo popolo di fedeli (il cosiddetto sensus fidei e i segni dei tempi).
I teologi cattolici collaborano tra loro a livello internazionale nella forma della quaestio, nella formulazione di interrogativi e relative risposte, nonché nella reciproca correzione e revisione paritaria di testi scritti. Organizzano conferenze, seminari ed eventi con gli esperti di altre discipline. 
In vista del dialogo interreligioso, ricercano i "raggi di verità", ciò che di vero e santo esiste nelle religioni non cristiane. Nella prospettiva dell'ecumenismo, ricercano i punti di contatto con le religioni cristiane.